# Gottlieb Gaudlitz

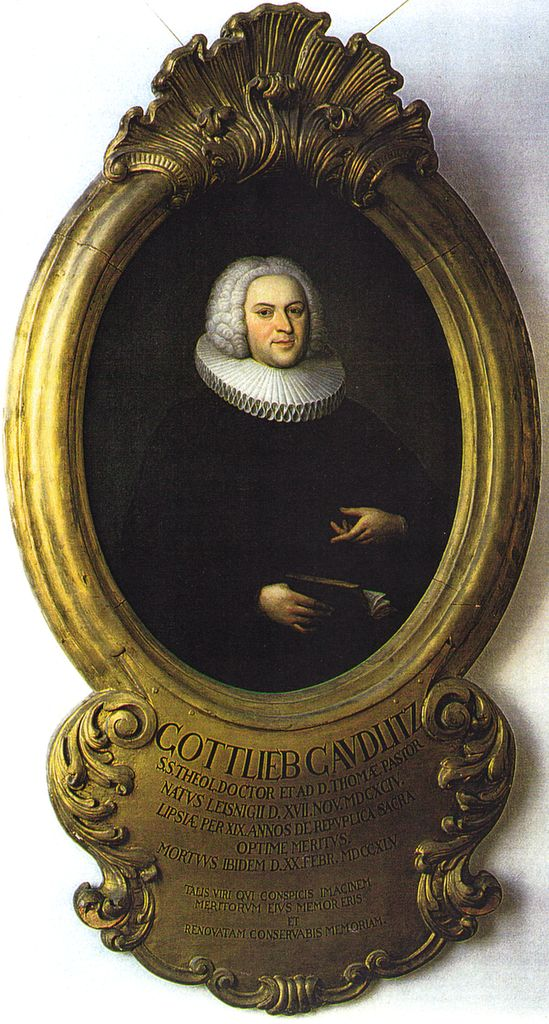
Gemälde von E.G.Haussmann 1745 ca. 2 m hoch, 1976 restauriert, in der Thomaskirche Leipzig

Gottlieb Gaudlitz (* 17. November 1694 in Leisnig; † 20. Februar 1745 in Leipzig) war ein deutscher lutherischer Theologe und Pastor an der Thomaskirche in Leipzig.

## Leben
Gaudlitz wurde geboren als Sohn von Paul Gaudlitz (4. Dezember 1670 – 10. März 1745; Fleischhauer und Bürger in Leisnig) und Anna Dorothea Dietmann.
1707 ging Gaudlitz nach Leipzig. 1708 wurde er in die Fürstenschule zu Grimma (heute Gymnasium St. Augustin) aufgenommen, wo er fünf Jahre studierte. 1713 bezog er die Universität Leipzig. Am 6. November 1717 erhielt er die Magisterwürde in Wittenberg und setzte sein theologisches Studium in Leipzig fort. Am 3. November 1719 wurde er Mitglied des großen donnerstäglichen Predigerkollegiums. Im Juli 1721 wählte ihn der Leipziger Rat zum Katecheten an der Peterskirche. 1726 erhielt er den Bakkalaureatsgrad der Theologie.
Eingang in die Musikgeschichte fand ein Streit zwischen ihm und Johann Sebastian Bach. Der Thomaskantor und Director musices Bach beschwerte sich im Herbst 1728 beim Konsistorium über Gaudlitz, der die Bereitschaft zum Singen nicht approbierter Lieder im öffentlichen Gottesdienst verweigerte. Vom Konsistorium erhielt Gaudlitz Recht.
1731 wurde er Diaconus an der Thomaskirche. 1741 erwarb er die Doktorwürde der Theologie und erhielt im selben Jahr das Pastorat in der Thomaskirche. Am 20. Februar 1745 starb er in Leipzig. SuperintendentSalomon Deyling hielt am 1. März 1745 die Leichenpredigt. Beerdigt ist er im Mittelgang der Thomaskirche.

## Familie
Gaudlitz heiratete am 23. Mai 1729 in einer Brautmesse in St. Nikolai in Leipzig Sophia Elisabeth. Ihr Vater war Dr. jur. Michael Thomasius, ein Mitglied einer Leipziger Gelehrtenfamilie. Die Ehe hatte sechs Kinder, darunter 4 Mädchen.

## Werke
- Theocritus scripturam sacram illustrans, Christian Porschberger, Gottlieb Gaudlitz 1744, 186 Seiten, Bayrische Staatsbibliothek
- De epistolis Christi empsychois, seu animatis, ex posteriori ad Corinthios III. comm. III Gottlieb Gaudlitz, Barthel 1732, 64 Seiten, Bayrische Staatsbibliothek
- Wohlgemeynte Vermahnung zum bußfertigen Beichten und öfteren jedoch würdigem Gebrauch des heil. Abendmahls, Gottlieb Gaudlitz, 1731
- Gründliche Untersuchung Melodischer Lehr-Sätze in elf Stücken, Band 1, Hekel, 1730
- Der Wohlverdiente Nachruhm Des … Herrn Joh. George Wolffs, Weitberühmten Kauff- und Handels-Manns in Leipzig …, Gottlieb Gaudlitz, Johann Georg Wolff, Tietze, 1722, 20 Seiten
- Eines Jungen Menschen Wegweiser Durch die Wüsten dieser Welt zu dem himmlischen Canaan: Zeigende, Wie er sich in seinem gantzen Lebens-Lauf, dem Nahmen eines Christen gemäß, aufführen solle, Thomas Goodwin, Theodorus Arnold, Gottlieb Gaudlitz Löwe, 1736 144 Seiten
- M. Johann Quirsfelds besuchtes Golgatha oder Geistliche Wallfahrt an den Orth des bitteren Leydens und Sterbens JEsu CHristi, nebst einer andächtigen Vorbereitung zu seinem seligen Ende, wie auch Morgen, Johann Quirsfeld, Gottlieb Gaudlitz Verlag Geßner, 1737, 528 Seiten
- De iustificatione Dei coram hominibus, Gottlieb Gaudlitz, Breitkopf 1741, 132 Seiten
- De Christo Exegeta Pauca Disserere, Et Simul Viro Clarissimo Atque Doctissimo, Domino Gottlieb Kahlio, De Magistri Philosophiæ Honoribus, Quibus Auspicato Augebatur, Gratulari Voluit L. Gottlieb Gaudlitz, Ecclesiast. Lips. Verfasser Gottlieb Gaudliz, Verl. / Druck. Breitkopf, Bernhard Christoph, erschienen Lipsiæ : Breitkopf, 1733

## Einzelbelege
1. ↑  Sächs. ev. luth. Kirchen- und Predigergeschichte… von Erdmann Hannibal Albrecht, S. 208 und S. 312.
2. ↑  Bachbrief vom 20. September 1728 an Stadtrat zu Leipzig in Philipp Spitta: Johann Sebastian Bach. 2. Band, 5. Buch: Leipziger Jahre 1723–1734, III. Abschnitt
3. ↑  Leichenpredigt zu Gottlieb Gaudlitz, in der Universitätsbibliothek Wrocław/Breslau. Erscheinungsjahr: 1745, Signatur: 446146
4. ↑  Beiträge zur Bachforschung, Ausgaben 3–6, Nationale Forschungs- u. Gedenkstätten J.S. Bach der DDR, 1984, S. 27

| Personendaten    | Personendaten                               |
| ---------------- | ------------------------------------------- |
| NAME             | Gaudlitz, Gottlieb                          |
| KURZBESCHREIBUNG | deutscher lutherischer Pfarrer und Theologe |
| GEBURTSDATUM     | 17. November 1694                           |
| GEBURTSORT       | Leisnig                                     |
| STERBEDATUM      | 20. Februar 1745                            |
| STERBEORT        | Leipzig                                     |